# Se, livet vill blomma
Se, livet vill blomma är en psalm med text och musik skriven av Gösta Wrede från 1978. Texten är senare tonsatt av Lennart Hultin år 1987.
Text och melodi är upphovsrättsligt skyddade.

## Publicerad i
- Psalmer i 90-talet som nr 834a under rubriken "Kyrkan och gudstjänsten" (musik av Lennart Hultin).
- Psalmer i 90-talet som nr 834b under rubriken "Kyrkan och gudstjänsten" (musik av Gösta Wrede).
- Psalmer i 2000-talet som nr 930a under rubriken "Kyrkan och gudstjänsten" (musik av Lennart Hultin).
- Psalmer i 2000-talet som nr 930b under rubriken "Kyrkan och gudstjänsten" (musik av Gösta Wrede).